# Jararaca-ilhoa
A jararaca-ilhoa (nome científico: Bothrops insularis) é uma serpente sui generis, adaptada a vida arborícola ou semi arborícola, o que se reflete em diversos aspectos de sua morfologia e comportamento. Vive exclusivamente na Ilha da Queimada Grande a 35 km do litoral paulista, entre os municípios de Itanhaém e Peruíbe.
Calculava-se existir cerca de três a cinco mil indivíduos na ilha, mas notícias recentes, avaliando por estimativa, declaram haver cerca de 2.000 animais apenas. Técnicos estão microchipando as serpentes para se possa chegar a uma contagem mais precisa. A jararaca-ilhoa não tem concorrentes nem predadores. Pode sobreviver cerca de seis meses sem se alimentar. Alimenta-se normalmente comendo aves e seus ovos, especialmente do atobá-pardo, muito comum na ilha.

## Origem
É provável que as serpentes já estivessem ali antes do término da era glacial, na época que o local era um morro continental. Esse fato ocorreu há cerca de dez mil anos, transformando esse morro em uma ilha costeira. Por volta de 11 mil anos atrás, no fim da última Era Glacial, o nível dos oceanos subiu, isolando a ilha do resto do Continente, e prendendo  algumas jararacas comuns no local. A especiação alopátrica promoveu o surgimento da nova espécie. 

## Características físicas
Esta cobra mede em média entre meio metro e um metro de comprimento. Por ter o hábito de caça de escalar árvores pra poder atacar suas presas, desenvolveu certas características. Ela é menor e mais leve que a jararaca comum, além de ter uma pele mais elástica. A ponta de sua cauda é preênsil (isto é, tem capacidade de se agarrar a coisas). Seu coração é mais próximo da cabeça do que nas jararacas comuns, e suas presas são mais curvadas para trás, o que dá mais firmeza pra prender suas vítimas.

## Veneno
O veneno da Bothrops insularis é estudado pelo Instituto Butantan, mas seu antídoto é pouco fabricado, pois onde vive esta serpente só pesquisadores estão autorizados a ir. É muito poderoso pois, pela sua ação inibidora, a pessoa mordida morre por falência geral orgânica ao fim de duas horas após ser inoculada. A ação rápida e potente deste veneno permite que a serpente se alimente de aves e evita que sua presa escape. O veneno tem efeito mais tóxico para aves do que para mamíferos.
Por conta do seu veneno, algumas serpentes são capturadas para prática de comércio ilegal de animais. Mesmo sendo de visitação restrita, existem casos registrados de espécimes que foram retirados da ilha por traficantes, evidentemente sem autorização do órgão competente. Pode-se citar uma reportagem da revista semanal brasileira Isto é, de 24 de setembro de 2003, revelando que foram encontrados à venda alguns exemplares da espécie em um mercado de animais de Amsterdã, nos Países Baixos, e que seriam utilizados em pesquisas científicas, o que não é confirmado pela Interpol.

## Sexo
Existem machos e fêmeas, porém as fêmeas possuem uma estrutura análoga ao hemipênis, sem a presença de testículo e de tamanho reduzido e ainda não se sabe de sua funcionalidade. Há uma grande incidência de animais intersexuais.

## Reprodução
A jararaca-ilhoa é vivípara, isto é, não bota ovos, mas gesta filhotes de maneira semelhante aos mamíferos, dando à luz, em média, 10 filhotes durante o período quente do ano.

## Remédios
A patente do remédio Capoten (Captopril), que consiste em alterações moleculares a partir de uma substância isolada do veneno, pertence ao laboratório Bristol-Myers Squibb. Em 2001, o Instituto Butantan registrou patente do Evasin (Endogenous Vasopeptidases Inhibitors).